# Lastek
Lastek (niem. Hölleberge, 638, 631 m n.p.m.) – dwuwierzchołkowy szczyt, najwyższy w masywie Chrośnickich Kop, w Południowym Grzbiecie Gór Kaczawskich, w Sudetach Zachodnich, pomiędzy Ptasią a Kazalnicą. Zbudowany ze staropaleozoicznych skał metamorficznych – zieleńców i łupków zieleńcowych oraz fyllitów, kwarcytów i łupków albitowo-serycytowych z grafitem, należących do metamorfiku kaczawskiego. Na południowych zboczach na skałach metamorficznych zalegają górnokredowe margle ilaste i wapienie margliste, należące do niecki północnosudeckiej. Porośnięty lasem świerkowym i bukowym.